# شینوسوکه آبه
شینوسوکه آبه (انگلیسی: Shinnosuke Abe؛ زادهٔ ۲۰ مارس ۱۹۷۹) بازیکن بیسبال اهل ژاپن است.